# Kana Nishino
Kana Nishino (西野カナ?, Nishino Kana; Matsusaka, 18 marzo 1989) è una cantante giapponese.
Dal 2008 al 2016 ha inciso più di venti singoli e sette album (prodotti da Sony Music Japan): Love One., To Love, Thank you, Love, Love Place, With Love, Just Love e LOVE it.

## Biografia
Appassionata di musica fin da piccola, ha sempre desiderato diventare cantante e si è interessata a diversi generi musicali, incluso l'R&B e il raggae. A 16 anni ha firmato un contratto con l'etichetta discografica Sony Music Japan. Dal 2007 al lavoro di cantante ha affiancato lo studio della letteratura inglese all'università. La passione per la lingua inglese le è derivata dai suoi numerosi viaggi negli USA in tenera età: pur non dimenticando le sue origini nipponiche, ha iniziato a cantare canzoni folk giapponesi, prendendo ispirazione dalla musica europea.
A diciannove anni, nel 2008, ha vinto un concorso per giovani cantanti chiamato Miss Phoenix Audition, a cui la madre l'aveva segretamente iscritta, prima su oltre 40.000 altre concorrenti. Durante un viaggio in Australia per approfondire lo studio della lingua inglese, ha conosciuto il duo Nervo, che le ha proposto la composizione del suo primo successo I Don't Wanna Know.
Sempre nel 2008 ha pubblicato I, versione giapponese riscritta dalla cantante di I Don't Wanna Know, e ha aperto il suo sito ufficiale, rendendo disponibile una versione natalizia di I, reintitolata I-Merry Christmas Version-, finita ai primi posti della classifica dei download dell'ITunes store americano.
Successivi sono stati i singoli Glowly Days e Style (usato come sigla di coda della serie di anime Soul Eater), che hanno venduto 28 000 copie ciascuno. Il suo quinto singolo MAKE UP è stato usato come sigla iniziale dell'anime Chocolate Underground, mentre con il singolo Motto... la cantante ha ottenuto uno dei più alti numeri di download digitali del Giappone, soffermandosi sempre di più sull'R&B, che è diventato in seguito il suo genere musicale.
Ha collaborato con artisti come WISE, con cui ha composto Tokutemo, Yours Only, Aenakutemo e Shitsusen Mode; con NerdHead, con cui ha composto Brave Heart; e infine con VERBAL m-flo per la traccia Kimi no Koe Wo. Con il suo primo album LOVE one., Kana Nishino non ha riscosso un grande successo, ma l'album successivo, intitolato to LOVE, è arrivato alla prima posizione nella classifica Oricon, vendendo mezzo milione di copie in una settimana.
Nel 2011 è uscito il suo tredicesimo singolo, Distance, il quattordicesimo singolo, Esperanza, e l'album Thank you, Love; ha inoltre collaborato nuovamente con WISE per By Your Side.
È stata ospite dei Video Music Awards Japan 2011, vincendo un Award con "to LOVE" come "Best Album Of The Year"
Le sue cantanti preferite sono Christina Aguilera, Beyoncé, Jennifer Lopez e Ciara, dalle quali ha preso spunto per le sue canzoni. Secondo la CNN è una delle cantanti preferite dalle gyaru di Shibuya ed è stata la prima cantante donna della SME giapponese a vendere più dischi dal declino della Sony dopo la nascita della casa discografica rivale, la Awex Inc..
Nel 2019 annuncia il matrimonio con l'ex manager e nell'aprile 2020 la gravidanza. Si ritira temporaneamente dalle scene dopo il suo tour Love Collection Tour svolto a febbraio 2019.
Nel 2024 annuncia il ritorno sulla scena musicale con la pubblicazione del mini album Love Again il 18 settembre e il mini-tour di due date all'arena di Yokohama il 13 e il 14 novembre dello stesso anno.

## Discografia

### Singoli
| Anno | Singolo                               | Classifica Oricon | Album                  | Copie vendute  |
| ---- | ------------------------------------- | ----------------- | ---------------------- | -------------- |
| 2008 | I                                     | 155               | LOVE one               | 481            |
| 2008 | Glowly Days                           | 126               | LOVE one.              | 1,044          |
| 2008 | Style.                                | 57                | LOVE one.              | 2,787          |
| 2009 | MAKE UP                               | 119               | LOVE one.              | 698            |
| 2009 | Tookutemo                             | 40                | LOVE one.              | 9,536          |
| 2009 | Kimi Ni Aitakunaru Kara               | 19                | LOVE one.              | 12,412         |
| 2009 | Motto...                              | 6                 | to LOVE                | 65,220         |
| 2009 | Dear.../MAYBE                         | 7                 | to LOVE                | 52,441         |
| 2010 | Best Friend                           | 3                 | to LOVE                | 100,000 (Gold) |
| 2010 | Aitakute Aitakute                     | 2                 | to LOVE                | 100,000 (Gold) |
| 2010 | if                                    | 5                 | Thank you, Love        | 100,000 (Gold) |
| 2010 | Kimitte                               | 3                 | Thank you, Love        | 100,000 (Gold) |
| 2011 | Distance                              | 3                 | Thank you, Love        | 100,000 (Gold) |
| 2011 | Esperanza                             | 5                 | Thank you, Love        | 46,718         |
| 2011 | Tatoe Donna Ni                        | 5                 | Love Place             | 63,693         |
| 2012 | SAKURA, I love you?                   | 6                 | Love Place             | 53,676         |
| 2012 | Watashitachi                          | 6                 | Love Place             | 53,425         |
| 2012 | GO FOR IT!!                           | 7                 | Love Place             | 45,136         |
| 2012 | Always                                | 6                 | Love Collection ~mint~ | 39,870         |
| 2013 | Believe                               | 6                 | Love Collection ~mint~ | 39,447         |
| 2013 | Namidairo                             | 14                | Love Collection ~pink~ | 27,652         |
| 2013 | Sayonara                              | 4                 | with Love              | 42,567         |
| 2014 | We Don't Stop                         | 5                 | with Love              |                |
| 2014 | Darling                               | 7                 | with Love              |                |
| 2014 | Suki                                  | 4                 | with Love              |                |
| 2015 | Moshi mo unmei no hito ga iru no nara | 5                 |                        |                |
| 2015 | Torisetsu                             | 3                 |                        |                |
| 2016 | Anata no suki na tokoro               | 7                 |                        |                |
| 2016 | Dear Bride                            | 8                 |                        |                |
| 2017 | Pa                                    | 8                 |                        |                |
| 2017 | Girls                                 | 10                |                        |                |
| 2017 | Te wo tsunagu riyuu                   | 11                |                        |                |
| 2018 | I Love You                            |                   |                        |                |
| 2018 | Bedtime Story                         |                   |                        |                |

### Album
| Anno | Singolo         | Classifica Oricon | Album           | Copie vendute         |
| ---- | --------------- | ----------------- | --------------- | --------------------- |
| 2009 | LOVE one.       | 4                 | LOVE one        | 250,000 (Platinum)    |
| 2010 | to LOVE         | 1                 | to LOVE         | 750,000 (3x Platinum) |
| 2011 | Thank you, Love | 1                 | Thank you, Love | 500,000 (2x Platinum) |
| 2012 | Love Place      | 2                 | Love Place      | 350,000 (Platinum)    |
| 2014 | with LOVE       | 1                 | with LOVE       | 250,000 (Platinum)    |
| 2016 | Just Love       | 1                 | Just Love       | 250,000 (Platinum)    |
| 2017 | LOVE it         | 1                 | LOVE it         | 100,000 (Gold)        |

### Compilation albums
| Anno | Singolo                | Classifica Oricon | Album                  | Copie vendute      |
| ---- | ---------------------- | ----------------- | ---------------------- | ------------------ |
| 2013 | Love Collection ~pink~ | 2                 | Love Collection ~pink~ | 287,000 (Platinum) |
| 2013 | Love Collection ~mint~ | 1                 | Love Collection ~mint~ | 297,000 (Platinum) |